# Hassan Hanafi
Hassan Hanafi ou Ḥasan Ḥanafī (حسن حنفي), né le 23 février 1935 et mort le 21 octobre 2021, est un professeur d'université. Il a présidé le département de philosophie à l'Université du Caire,. Il était une autorité de premier plan sur l'islam moderne.
Dans sa jeunesse, motivé par l'activisme politique révolutionnaire, il s'est associé aux Frères musulmans,. Ensuite Hanafi a suivi des études à la Sorbonne à Paris. À partir de 1967, il fut professeur de philosophie au Caire, en même temps que professeur invité par des universités en France, aux États-Unis, en Belgique, au Koweït et en Allemagne. Il a été classé parmi « les grands noms » de la tradition intellectuelle arabe post-1967. Il est cité aussi par Rachid Benzine parmi les « nouveaux penseurs de l'islam ».

## Jeunesse et formation
Hanafi est né dans une famille d'artistes au Caire, en Égypte. Il a appris à jouer du violon, instrument qu'il a continué à pratiquer par la suite.
Il a étudié à la Sorbonne où il a obtenu un doctorat en philosophie pour sa thèse: Les méthodes d'exégèse : essai sur la science des fondements de la compréhension en 1966.

### Hanafi et Les Frères musulmans
Il adhère aux Frères musulmans (Ikhwān) en 1952 (il a dix-sept ans). Il est séduit par ce mouvement parce qu'il propose un retour aux sources de l'islam et lui semble être le seul capable de contrebalancer l'idéologie impérialiste et de mobiliser le peuple égyptien. Mais, en tant que musicien – il joue du violon – il ne peut accepter leur condamnation de la musique et des arts. Il n'approuve pas non plus leur refus de la modernité ni leur rejet de la politique de Nasser en faveur de l'émancipation des femmes (rejet de l'obligation du port du voile, écoles mixtes, droit de vote...).
Il s'est intéressé à la pensée de Sayyid Qutb, la principale référence des Frères musulmans. Mais son approche de l'œuvre de Qutb ne se limite pas à son aspect politique et normatif : il en valorise la partie littéraire, qui analyse le Coran sous un angle esthétique. Qutb interprète les énoncés du Coran sur l'Au-delà comme un discours allégorique plus à même de convaincre la foule. Mais Hanafi désapprouve son rejet du mutazilisme et des falasifa, qui ampute l'islam d'une part de son héritage, et son rejet sans concession de la culture occidentale.
Dans un dialogue avec Mohamed al-Jabri, il distingue deux courants du fondamentalisme islamique : un courant conservateur, de droite, majoritaire. Un courant progressiste, de gauche, marginalisé par le premier. Il se réclame de ce second courant, et reproche aux conservateurs leur absence de sens du compromis, leur littéralisme, leur tendance à faire passer les « droits de Dieu » avant les droits des hommes, leur manque de prise en compte du réel et des maqāṣid al-chari'a – les objectifs fondamentaux, l'esprit de la Loi.

## Hanafi et la politique égyptienne
Il met au crédit du socialisme arabe de Nasser sa lutte contre l'impérialisme occidental, pour la justice sociale, et le non-alignement. Mais il explique l'échec de Nasser par son manque de légitimité démocratique. À l'opposé, il critique sévèrement la politique de Sadate, en particulier pour son instrumentalisation de la religion. Sa critique de l'acharisme et de sa négation de la causalité, qui conduit à l'immobilisme, semble suscitée par les slogans du régime de Sadate. De même, sa critique à l'égard de la sagesse soufie, qui prône la patience face à l'adversité, vise indirectement une propagande qui entend décourager la révolte. Il reproche aussi à Sadate son traité de paix avec Israël. La lutte contre le sionisme est chez lui un thème récurrent.
L'idéal serait pour lui un nassérisme populaire (naṣiriyya cha'biyya), dont il aperçoit la forme dans la révolution islamique de Khomeiny. Il interprète la révolution iranienne comme une renaissance du nassérisme. Il se réjouit de ce signe d'éveil de la conscience musulmane contre l'Occident. Mais, plus récemment, il a reconnu la dérive autoritaire de la révolution iranienne.
Il affirme que la « gauche islamique » ou nassérisme populaire, est une forme de l'islam progressiste. Il reconnaît qu'elle constitue davantage un idéal qu'une réalité. Cependant, il en voit quelques incarnations « ici et là ». Il cite comme exemples Ghannouci (président du parti islamiste tunisien Ennahda), Erdogan, mais aussi Abdurrahman Wahid, qui fut un président libéral de l'Indonésie et Mahathir Mohamad, qui a présidé la Malaisie et exprime des vues proches de celles de Hanafi sur l'islam et la laïcité : « Il n'y a aucune sécularisation possible dans l'islam, car, comme vous le savez, l'islam est un modèle qui englobe tous les aspects de la vie (…) Mais d'un autre côté les choses que nous devons faire sont tout à fait en concordance avec la démocratie et cela ne contredit en aucune façon la foi islamique.» En effet, dans son dialogue avec al-Jabri, Hanafi déclare que « l'islam est une religion "laïque" dans son essence » et que la volonté de la laïciser n'a donc pas de sens. En prenant en compte les objectifs de la chari'a (maqasid al-chari'a), ses finalités essentielles, qui priment sur la lettre des textes, et impliquent les idéaux de liberté et de progrès, on satisfait du même coup aux exigences des partisans de la laïcité.
Quant aux droits des femmes, il se déclare, dans une conférence donnée en 2013, honteux de leur statut dans la loi musulmane : l'attitude du Prophète à leur égard était progressiste et même révolutionnaire. Mohamed ne pouvait cependant pas tout changer d'un coup. Mais il était nécessaire par la suite de faire évoluer davantage la loi pour prendre en compte l'esprit de l'enseignement du Prophète (un message d'égalité et de justice) aussi bien que l'évolution de la réalité sociale. Or dans ce domaine, la loi accuse un retard scandaleux. Poursuivre la réforme engagée par le Prophète est pour Hanafi une exigence de la raison.

## Philosophie
À ses yeux, le premier article de foi, ce à quoi l'on reconnaît un musulman, ce n'est pas le tawhīd (l'unicité de Dieu) : c'est la pensée. « The first duty of a muslim, to be a muslim, is thinking. » En effet, la profession de foi musulmane n'a de sens que si le croyant pense ce qu'il dit. Il souligne ainsi le rôle de la raison et de la conscience.
Hanafi était un disciple de la phénoménologie d'Osman Amin. Il a publié une trilogie où il utilise la méthode de Husserl pour reconstruire la philosophie musulmane classique et critiquer les sources et le développement de la conscience européenne. La phénoménologie est selon lui la plus à même de fournir au chercheur musulman une méthode d'auto-analyse qui lui permettre de retrouver le passé dans le présent et de faire émerger dans le monde arabo-musulman une prise de conscience de soi-même.
Il fait l'éloge d'al-Kindi et Averroès, mais reproche à al-Farabi et Avicenne leurs concepts néo-platoniciens et leur vision de la vie politique, influencée par les idées de Platon. Il retient d'Averroès la négation de l'immortalité de l'âme en tant qu'individu ; cette idée doit selon lui inciter à l'action, ici et maintenant.

Son interprétation de l'islam a été qualifiée de socialiste et il a élaboré le concept d'une « gauche musulmane », en interprétant l'islam de manière socialiste, ou en d'autres termes d'une « troisième voie ». Il a promu une interprétation de l'islam qui encourage le développement  d'une éthique globale. Dans ses ouvrages postérieurs, il défend l'idée que l'islam doit être compris d'une manière qui favorise le progrès et la liberté humaine,. Le chercheur Mohammed Hashas résume :    
«... certains des partisans célèbres du socialisme pour la nation arabe sont devenus des chercheurs de premier plan de ce qu'on appelle désormais  « gauche musulmane », concept qui est apparu pour la première fois dans le premier numéro de la revue La gauche islamique (Al-Yassâr al-Islâmî), en 1981, sous la plume du philosophe Hassan Hanafi (né en 1935), dans le cadre de son projet de « troisième voie » pour interpréter la tradition et la modernité, une voie qui n'est ni complètement euro-moderne ni tout à fait islamique-traditionaliste ; elle est implicitement séculière-mondaine, dans la mesure où elle comprend le Sacré à la lumière des besoins socio-politiques des gens ; c'est la foi, révolutionnée pour être vécue (mina-lʻaqīda ilā thawra), comme l'indique le titre de l'un des volumes du projet. » 
Dans l'éditorial de la revue Al-Yasār al-Islāmī (« La gauche islamique »), qu'il a fondée en 1981, il inscrit son engagement dans la continuité de celui d'al-Afghani, avec pour but la résistance à l'impérialisme et la rénovation de l'islam. Il voit le prophète Muhammad comme un révolutionnaire qui s'est révolté contre l'aristocratie quraychite et prônait la suppression des inégalités. La lutte contre les inégalités passe pour lui avant la connaissance de l'essence de Dieu et de ses attributs, l'action politique avant la théologie. Il interprète l'héritage musulman en termes socio-politiques. À ses yeux, les mutazilites étaient des penseurs de gauche, dans la mesure où ils défendaient le libre arbitre contre la résignation et favorisaient ainsi l'activisme. À l'inverse, il blâme l'acharisme, en particulier d'al-Ghazali, pour sa croyance aux miracles qui a freiné selon lui le progrès de la raison et des sciences dans le monde musulman. Il rend al-Ghazali responsable de la phase de stagnation qui a suivi l'Âge d'or de l'islam. De même, faire de Dieu la cause de tout revient à justifier l'ordre établi et favorise le statu quo politique. Hanafi qualifie l'acharisme de « théologie de la prédestination, de l'Inch Allah » - une théologie qui favorise le fatalisme. Il rejette le soufisme pour la même raison : l'attitude contemplative du mystique le détourne de l'action. Il reproche aussi au mysticisme de se détourner de la raison et de pencher vers une forme religieuse trop marquée par l'émotion. L'ancrage de la pensée de Hanafi dans la tradition marxiste s'exprime dans cette priorité donnée à la praxis sur la théorie. La révolution qu'il préconise est libération à l'égard de la domination de l'Occident, mais aussi libération, par l'usage de la raison, à l'égard de la superstition, qui est une altération de la religion. La religion authentique n'a pas à craindre l'activité critique de la raison.
Hanafi s'est engagé comme conseiller auprès de l'InterAction Council, une organisation à but non lucratif dont les membres sont d'anciens premiers ministres et présidents. Il a également été membre de l'Association for Intercultural Philosophy, qui encourage le dialogue entre les philosophes à travers le monde. Il a été l'un des premiers signataires de la lettre ouverte A Common Word Between Us and You, adressée par les chercheurs musulmans aux dirigeants chrétiens, appelant à la paix et la compréhension.
On se souvient aussi d'Hanafi pour ses débats universitaires avec son contemporain le philosophe Mohamed Abed Al-Jabri, qui ont été publiés en français.
Il a reçu nombre de distinctions académiques au cours de sa carrière, : State Appreciation Prize in Social Sciences (2009), Nile Prize (2015) et Free Thinker Prize (Pologne).

### La rénovation de l'héritage: patrimoine et modernité
Hanafi se présente comme rénovateur de l'héritage (turāth) culturel islamique. Notre théorie, dit-il, est « celle de l'interprétation, de la lecture de l'héritage ancien conformément aux besoins du temps présent. » Il ne s'agit pas d'écarter cet héritage. Farah Antun attribue le retard de la civilisation arabe à l'islam et plaide pour la laïcité ; ce n'est pas le cas de Hanafi, qui propose selon Majid Menhaji une via media entre le salafisme et la laïcité. Il s'agit non pas d'accepter l'héritage du monde musulman comme une donnée, mais de le reconstruire, afin de résoudre la crise et le retard à l'égard de l'Occident. Hanafi se défend cependant d'adopter une voie médiane, dont il critique l'idée en matière de lutte sociale : en effet, il ne saurait y avoir de concession à l'égard de l'injustice et des inégalités. La gauche islamique ne peut pas être médiane, elle ne peut faire de compromis sur le terrain de l'exigence de justice. La lutte sociale est un fait, une réalité permanente.
Il définit l'héritage ou le patrimoine non comme une forme du passé, mais ce qui, du passé, modèle une vision du monde : ce qui « s'enracine dans la conscience de la nation et l'influence », la « réserve psychologique des masses ». Cet héritage ne se réduit pas à la religion, mais l'islam a une place prépondérante dans l'identité arabe. L'héritage, il faut en préserver l'originalité. Mais la modernité consiste à le rénover pour l'adapter à la réalité présente. Il n'est pas quelque chose qui appartient au passé, il doit être dynamique. Il faut réinterpréter cet héritage, destiné à favoriser progrès et liberté. Cet héritage, perçu par les salafistes comme figé et immuable, doit au contraire être libéré. Il s'agit de repenser l'islam, à la lumière des défis contemporains : décolonisation, égalité, justice sociale. La forme de la pyramide sert de métaphore pour désigner l'autorité verticale qui doit laisser la place à une organisation plus égalitaire. « For me, the essence of islam is (…) solving the problems of social justice, of freedom, of development and dependancy, of alienation and identity. » La reconstruction de l'héritage doit conduire à une prise de conscience de soi qui suppose le refus de céder à l'occidentalisme – l'« occidentalisme est le recours constant à la culture occidentale pour examiner ses problèmes internes et son identité. » Cette rénovation, qui suppose de soumettre l'islam à  l'analyse rationnelle, constitue en soi un acte révolutionnaire. Les philosophes des Lumières, en donnant l'exemple de cette révolution, constituent une partie de cet héritage. Parmi eux, Spinoza.

#### Hanafi traducteur de Spinoza
L'héritage, c'est aussi la culture gréco-européenne, dans la mesure où elle a influencé le monde arabo-musulman. La philosophie européenne fait donc partie de l'héritage qui doit être analysé et repensé. C'est dans cet état d'esprit que Hanafi a traduit le Traité théologico-politique de Spinoza. Son but est d'analyser le traité d'un point de vue critique, d'en abstraire les idées essentielles de leur contexte historique et religieux (le XVIIème et le judaïsme) afin de les appliquer à un nouveau contexte, celui de l'islam et de l'Égypte contemporaine. La présentation du texte de Spinoza montre que, pour Hanafi, la religion n'a pas à redouter la critique historique ; au contraire, cette analyse permet de garantir l'authenticité du texte et de le libérer de toute altération. Pour Hanafi, l'interprétation du Coran est non seulement permise, mais nécessaire.

## Rénovation des sciences religieuses
La rénovation de l'héritage inclut aussi les sciences traditionnelles comme le fiqh, la science des hadiths et le tafsīr.

### Exégèse coranique
Interpréter le Texte est un droit individuel, qui ne doit pas être abandonné à une autorité religieuse.
Hanafi se demande si une exégèse du Coran sans arrière-pensée politique est possible. Il souligne les limites de ce qu'il appelle les commentaires longitudinaux du Coran, qui expliquent le texte sourate par sourate, verset par verset, dans l'ordre où ils se présentent. Ces commentaires, longs et fastidieux à lire, ont pour inconvénient de morceler l'explication. Il préconise une interprétation thématique et une approche sociale,.
Toute interprétation est plurielle, du fait que chaque interprétation reflète le contexte socio-politique du lecteur.

### Fiqh
Hanafi déclare sa préférence pour l'école malékite.  Il privilégie l'action sociale par rapport au rituel. Alors que nombre de penseurs réformistes reprochent à l'islam contemporain son caractère excessivement normatif, Hanafi relève que le ritualisme n'est pas dans l'essence de l'islam, qui souligne au contraire la valeur de l'intention. Son réformisme s'exprime dans sa demande de réouverture de l'ijtihad, qu'il définit : « Ijtihad means the new is coming out of the old. » L'ijtihad doit être orientée par rapport aux problèmes du temps présent, dont les solutions peuvent être trouvées dans les sciences et la technologie. Il faut partir, dit-il, des problèmes réels, avant de consulter les sources scripturaires. Si la science offre une solution, il ne sert à rien de chercher ce que le Coran proposait au VIIe siècle.
Hanafi insiste sur le rôle des maqāṣid al-charī'a – les finalités de la Loi, ses objectifs fondamentaux, qu'il appelle ses « intentions premières » et qu'il attribue à l'Andalou al-Chatibi. La préservation de la vie tenue pour sacrée, l'usage de la raison (qui fait de l'éducation un devoir), la préservation de la liberté humaine, de la dignité humaine, et de la richesse nationale (contre le gaspillage et la surconsommation) : ces cinq principes, qui constituent l'esprit de la Loi, doivent être pris en compte en priorité. La Loi n'est pas immuable, elle peut changer, parce que la réalité elle-même progresse. La prise en compte de ces finalités, qui peuvent être reconnues comme communes à l'islam, au judaïsme et au christianisme, rend inutile l'adoption d'un modèle laïc à l'occidentale. Il n'y a pas de modèle préexistant, il faut l'inventer, à partir des conditions sociales et culturelles réelles.

### Les hadiths
Hanafi ne reconnaît que les hadiths mutawatir - dont la chaîne des rapporteurs est irréprochable. Selon lui, les traditions doivent faire l'objet d'un examen critique, mais pas seulement du point de vue de la fiabilité de leur transmission : aussi du point de vue de leur accord avec la raison, avec l'expérience et avec le Coran.

## Accusation d'apostasie
Son livre Une invitation au dialogue a été accusé par les savants religieux conservateurs d'hérésie et d'apostasie,.
Ses opinions libérales sur l'islam ont exaspéré les érudits conservateurs de l'université al-Azhar. Par exemple, il a affirmé que le nom de Dieu devrait être changé en « Transcendance ». Les savants conservateurs d'al-Azhar ont rétorqué que Hanafi altérait l'islam. Une fatwa publiée en 1997, qui désignait Hanafi comme apostat, a suscité la controverse en Égypte, où nombre de penseurs libéraux ont dénoncé cette accusation.
En 2006, il s'attire de nouveau la colère des orthodoxes d'al-Azhar en qualifiant le Coran de « supermarché », où chacun peut trouver ce qu'il veut.

## Postérité
Il a eu pour élève, à la Sorbonne, Abu Zayd,.
Carool Kersten note que l'influence intellectuelle d'Hanafi s'étend au-delà du monde arabophone et englobe l'Indonésie où, parmi l'élite intellectuelle locale, Hanafi a représenté « une branche particulière des intellectuels arabes connus sous le nom de turāthiyyūn — "les penseurs de l"héritage". »

## Œuvre
- Traduction du Traité théologico-politique de Spinoza sous le titre : Risâla fi l-Lâhût wa-l-Siyâsa.
- Les Méthodes d'exégèse : essai sur la science des fondements de la compréhension : "ʿIlm Uṣul al-Fiqh" (thèse de doctorat), 1965.
- La crise dans les études islamiques, 1966.
- L' exégèse de la phénoménologie : l'état actuel de la méthode phénoménologique et son application au phénomène religieux.
- « New social science : Some reflections » in Études orientales, 1990.
- Hasan Hanafî et Muhammad Al-Jâbirî. « Dialogue entre Maghreb et Machreq » in Égypte/Monde arabe, 1991.
- Islam and Judaism : A model from Andalusi (commentaire de Maïmonide).
- جمال الدين الأفغاني  (« Jamal al-Din al-Afghani »), 1998.
- Risâla fî l-Lâhût wa-l-Siyâsa : traduction du Traité théologico-politique de Spinoza. Dar al-tanwīr, 2008.
- Min al-aqidah ila al-thawrah, Le Caire, 1988 (« De la croyance à la révolution »).
- Al-turāṯ wa-al-tajdīd, 1980 (« Héritage et renouveau »).